# Ainhoa (Pirineos Atlánticos)
Ainhoa es una localidad y comuna francesa situada en el departamento de Pirineos Atlánticos, en la región de Nueva Aquitania y el territorio histórico vascofrancés de Labort (Lapurdi en euskera).
La localidad se encuentra en la ribera del río Nivelle limitando al norte con la comuna de Souraïde, al oeste con la de Saint-Pée-sur-Nivelle y al este con Espelette e Itxassou.
Galardonada por su belleza y atractivo turístico por la asociación Les plus beaux villages de France, Ainhoa, que fue rebautizada durante la revolución como Mendiarte, posee un rico patrimonio religioso como resultado de su posición en el Camino francés de peregrinación a Santiago de Compostela y en la vía de Baztán. Se trata de una de las comunas productoras de la AOC Piment d'Espelette-Ezpeletako Biperra.

## Heráldica
En campo de oro, una faja de gules puesta en la divisa, acompañada en el jefe de una aspa de azur y en punta de una cimatarra de gules, puesta en faja y con la punta en la siniestra, surmontada de un creciente de sinople. 

## Demografía
| Gráfica de evolución demográfica de Ainhoa (Pirineos Atlánticos) entre 1800 y 2021 |
|                                                                                    |

Fuentes: Ldh/EHESS/Cassini e INSEE.

## Patrimonio

### Patrimonio religioso

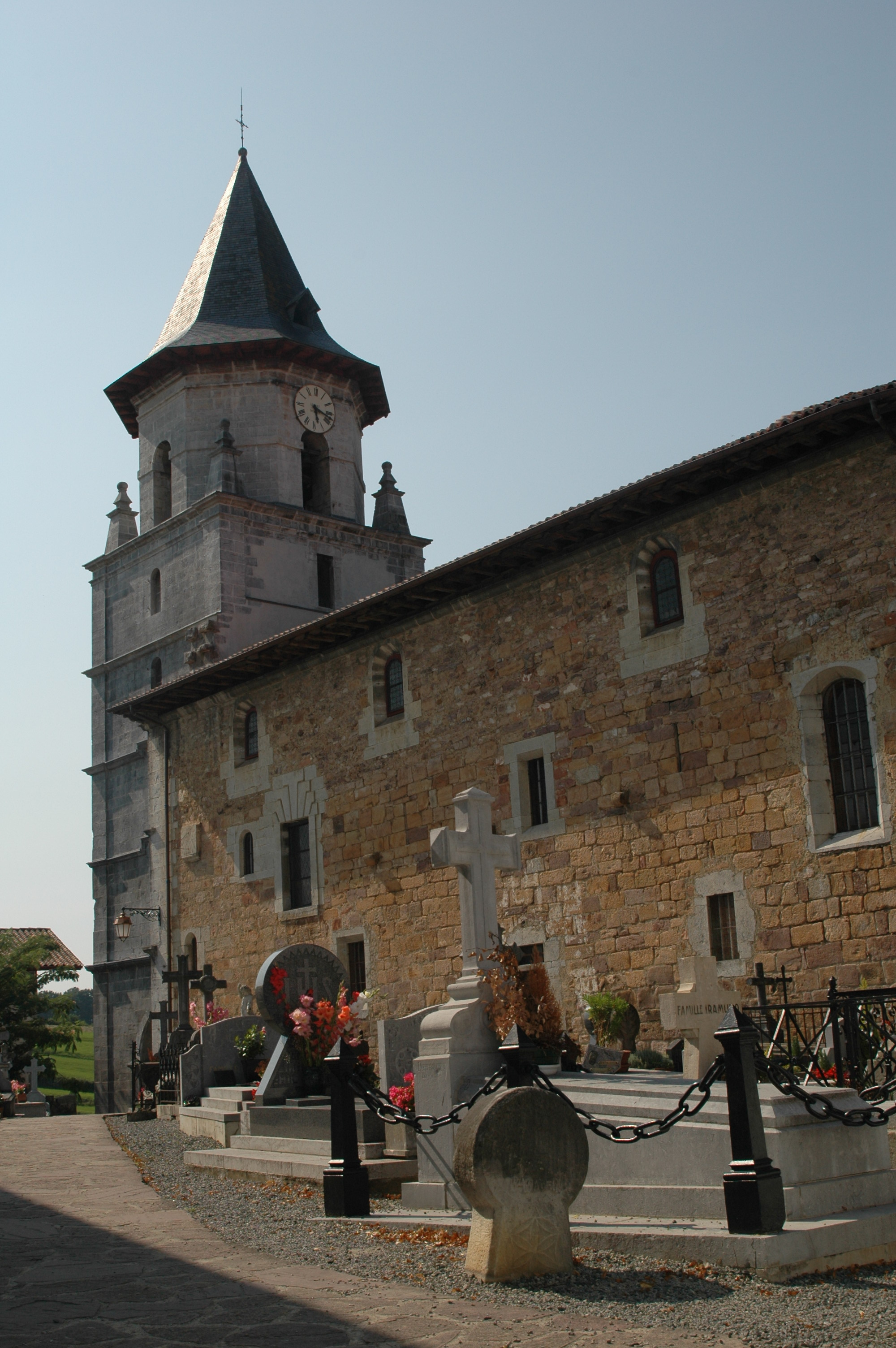
Iglesia de Nuestra Señora de la Asunción
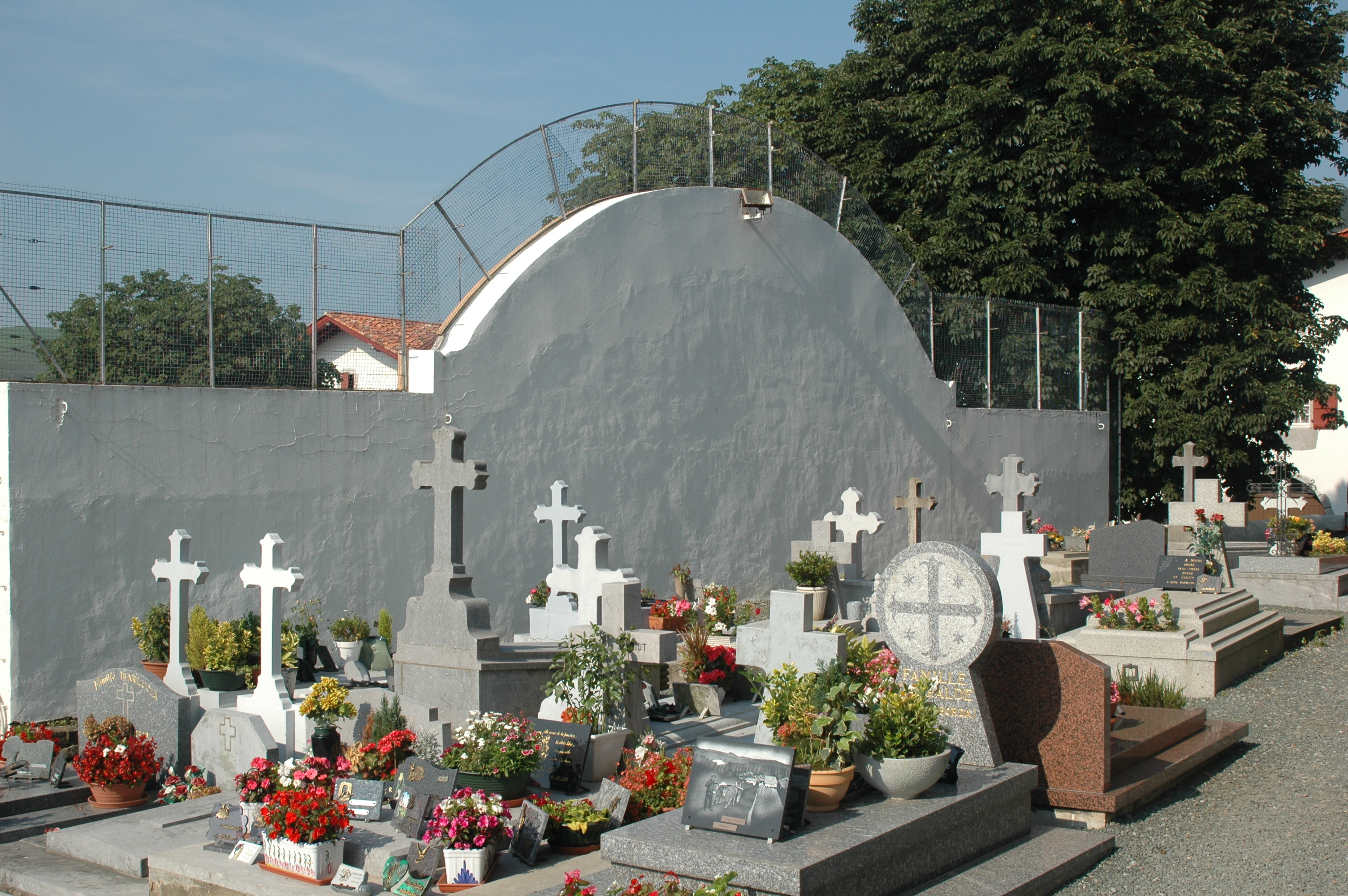
Muro del frontón
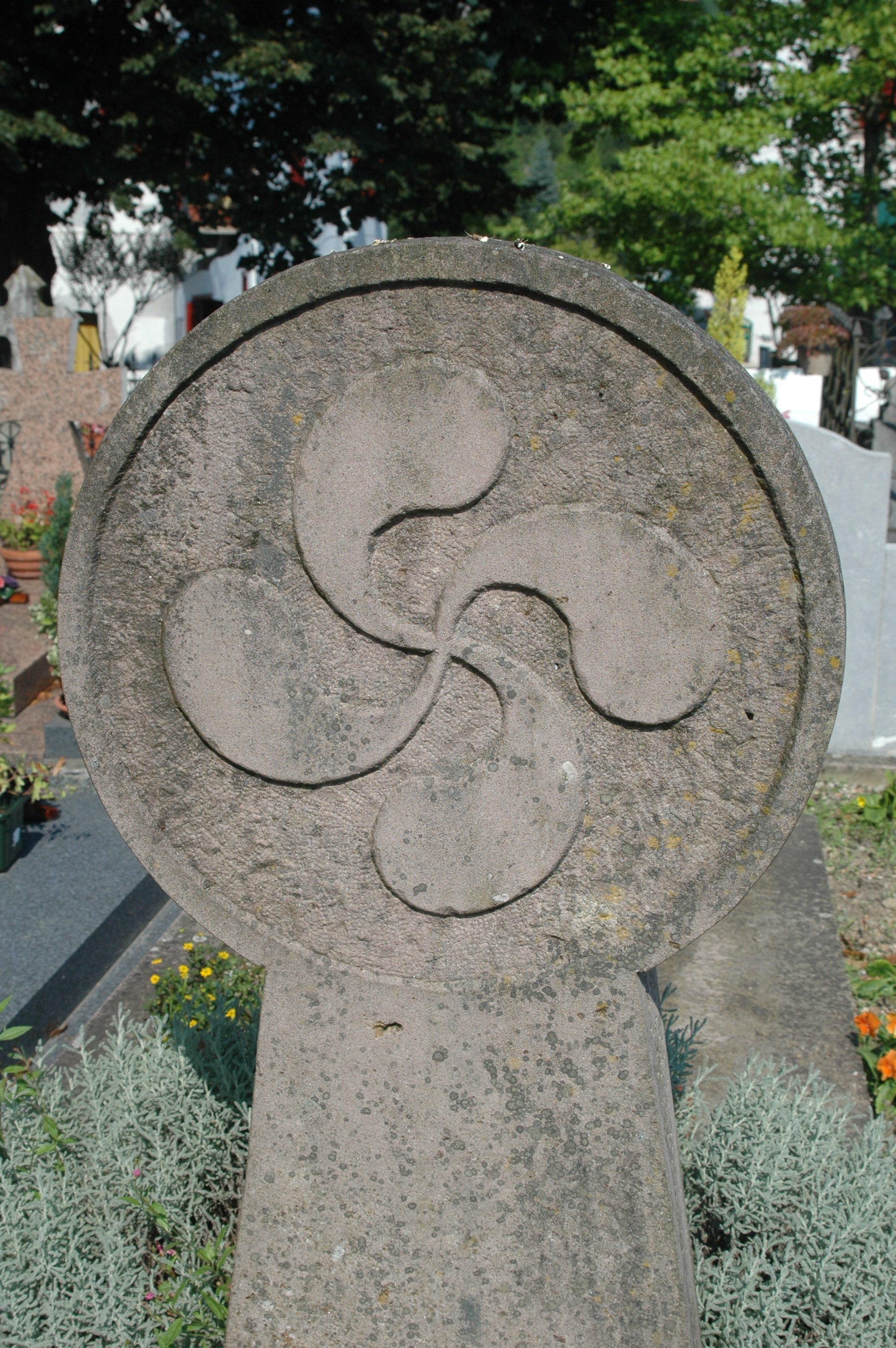
Lauburu en una estela discoidal

### Patrimonio civil

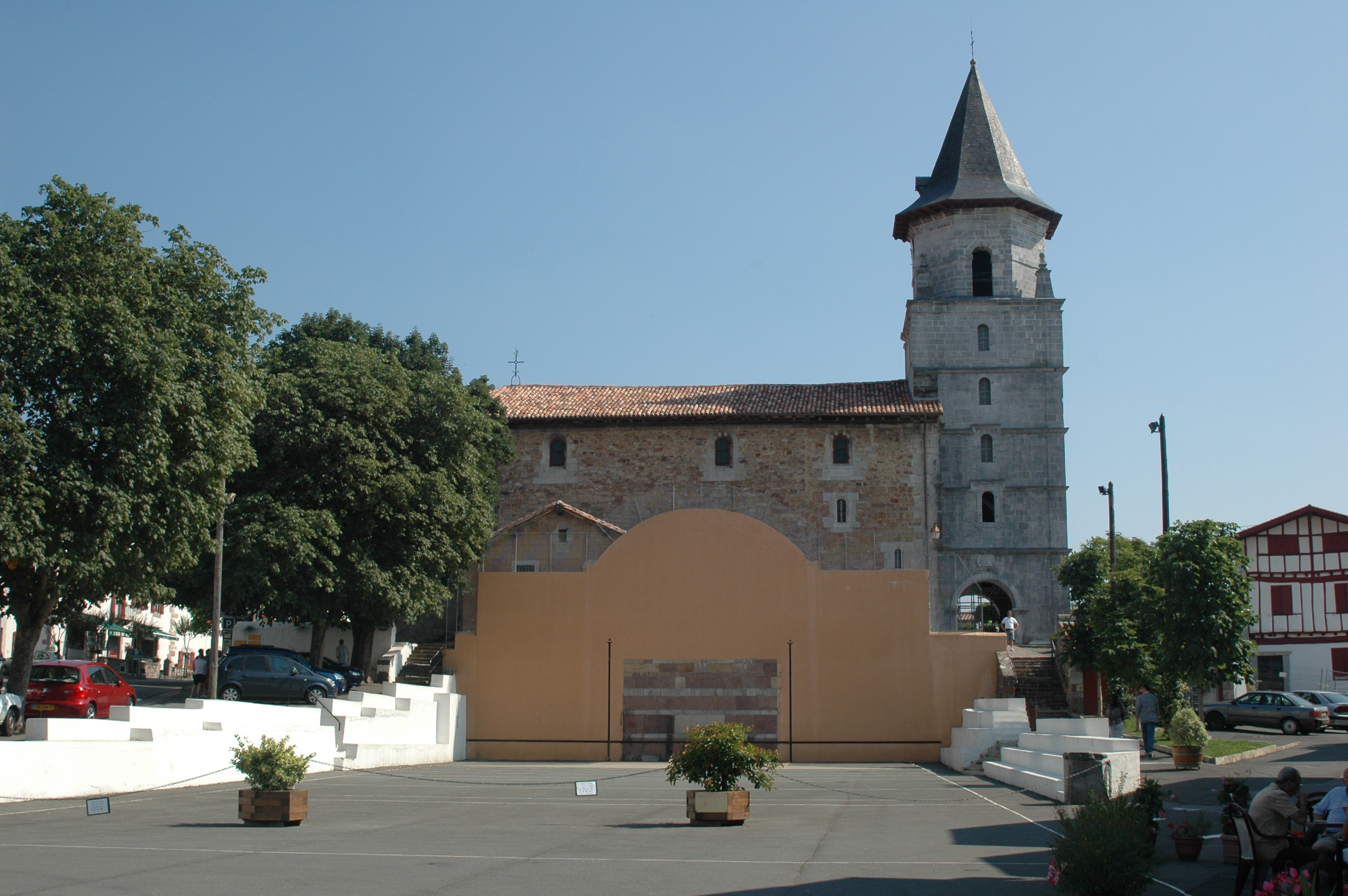
Frontón e iglesia
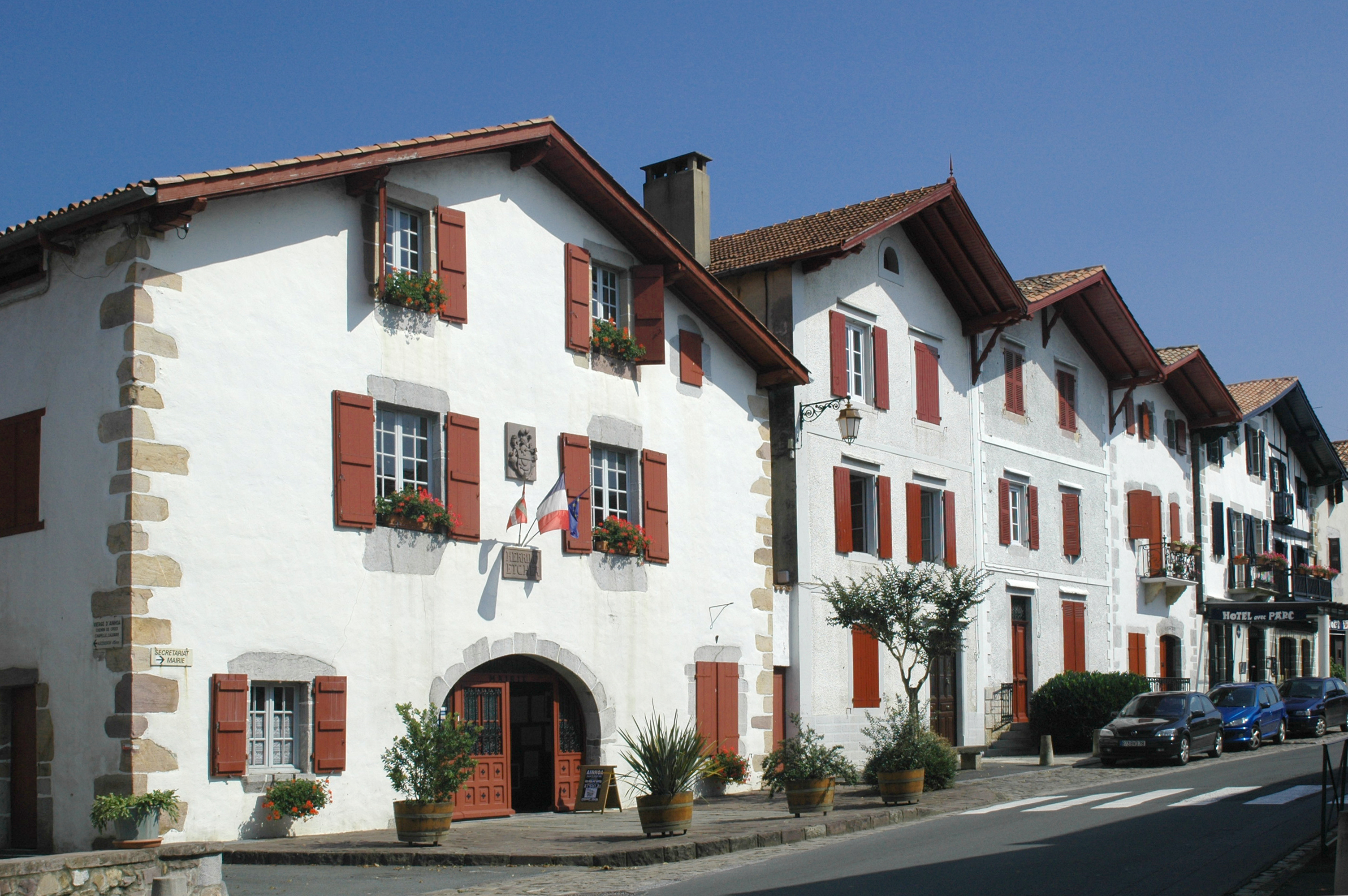
Calle principal y ayuntamiento
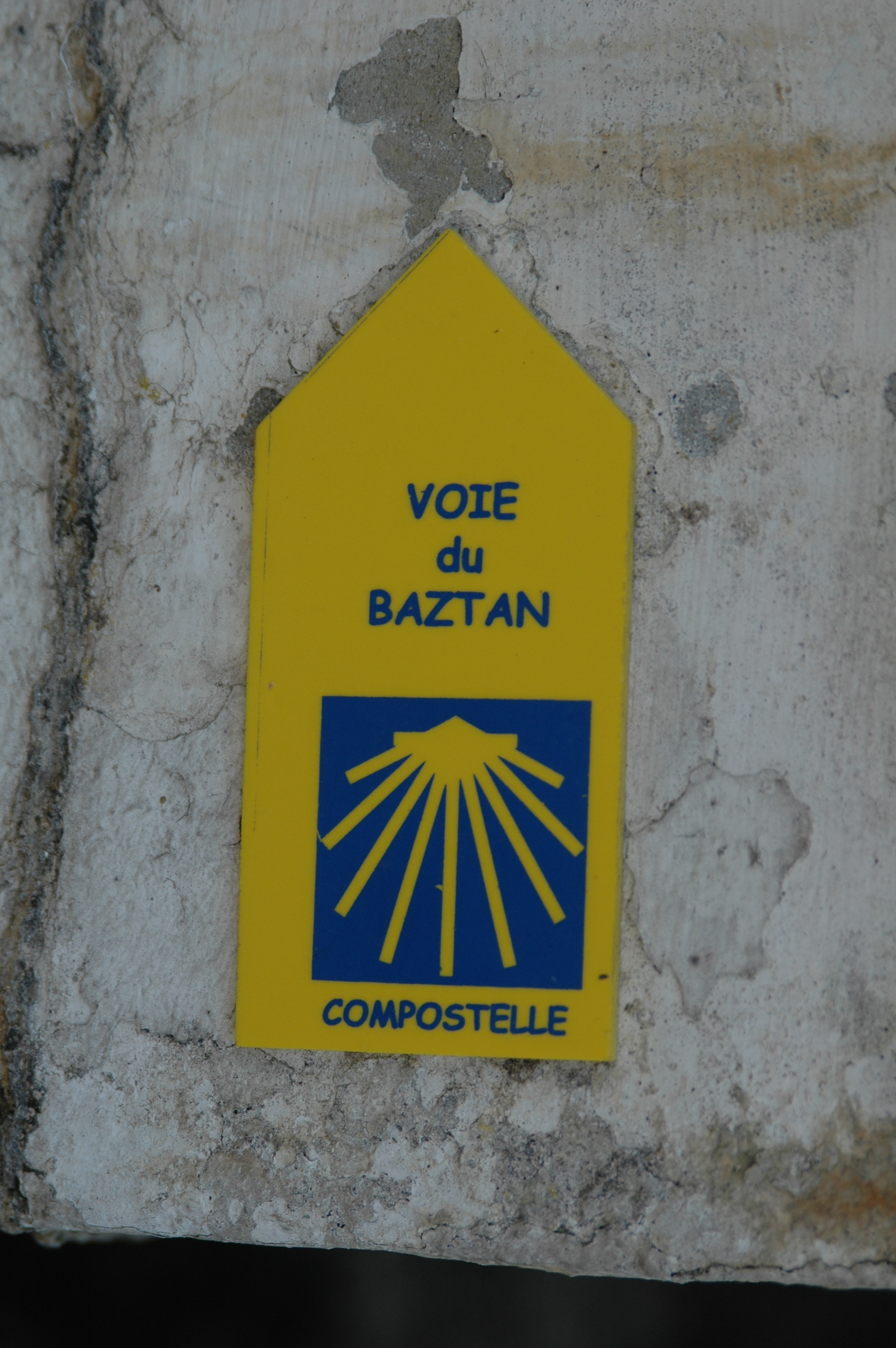
Indicación del Camino de Santiago
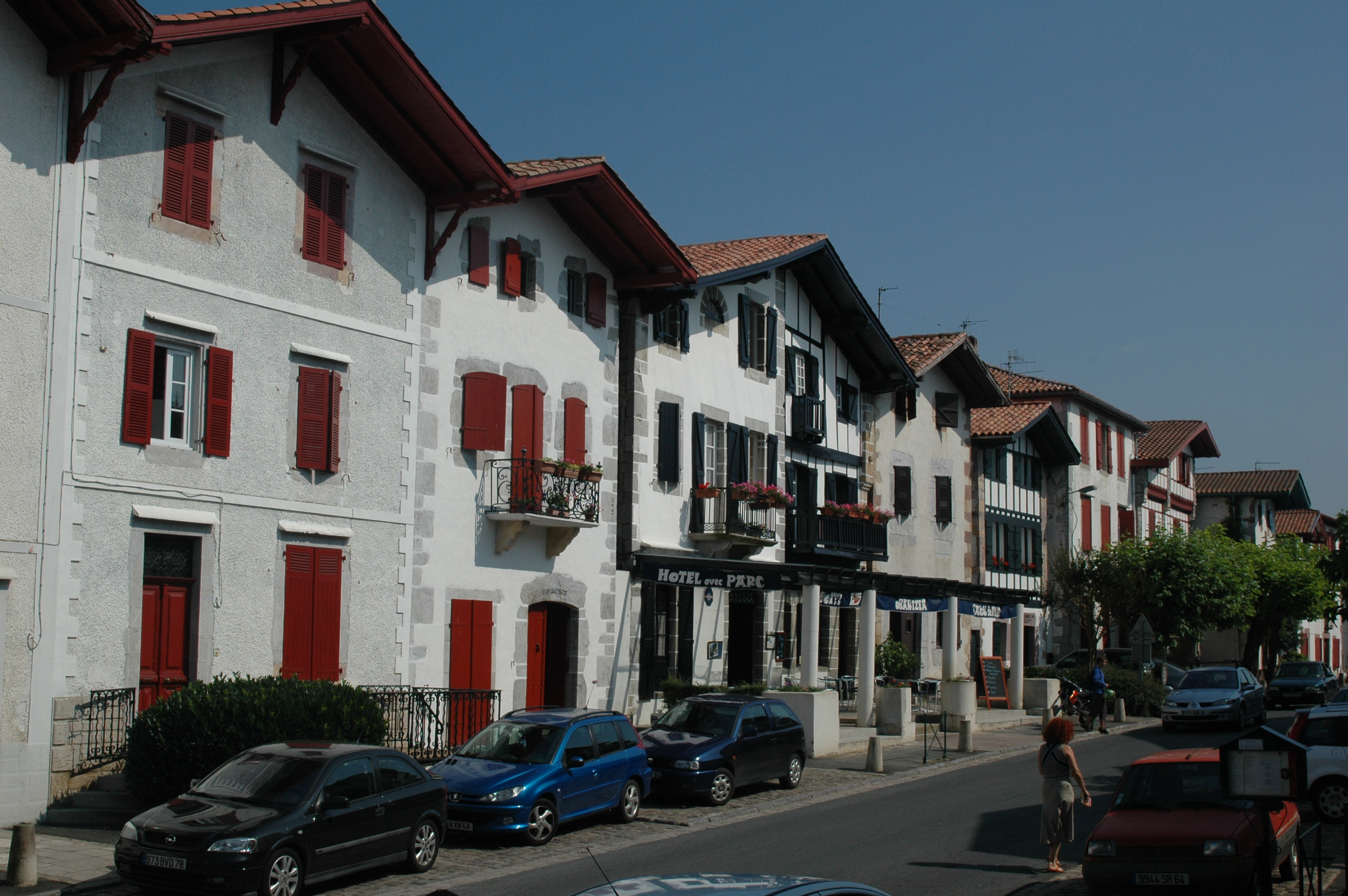
Calle principal
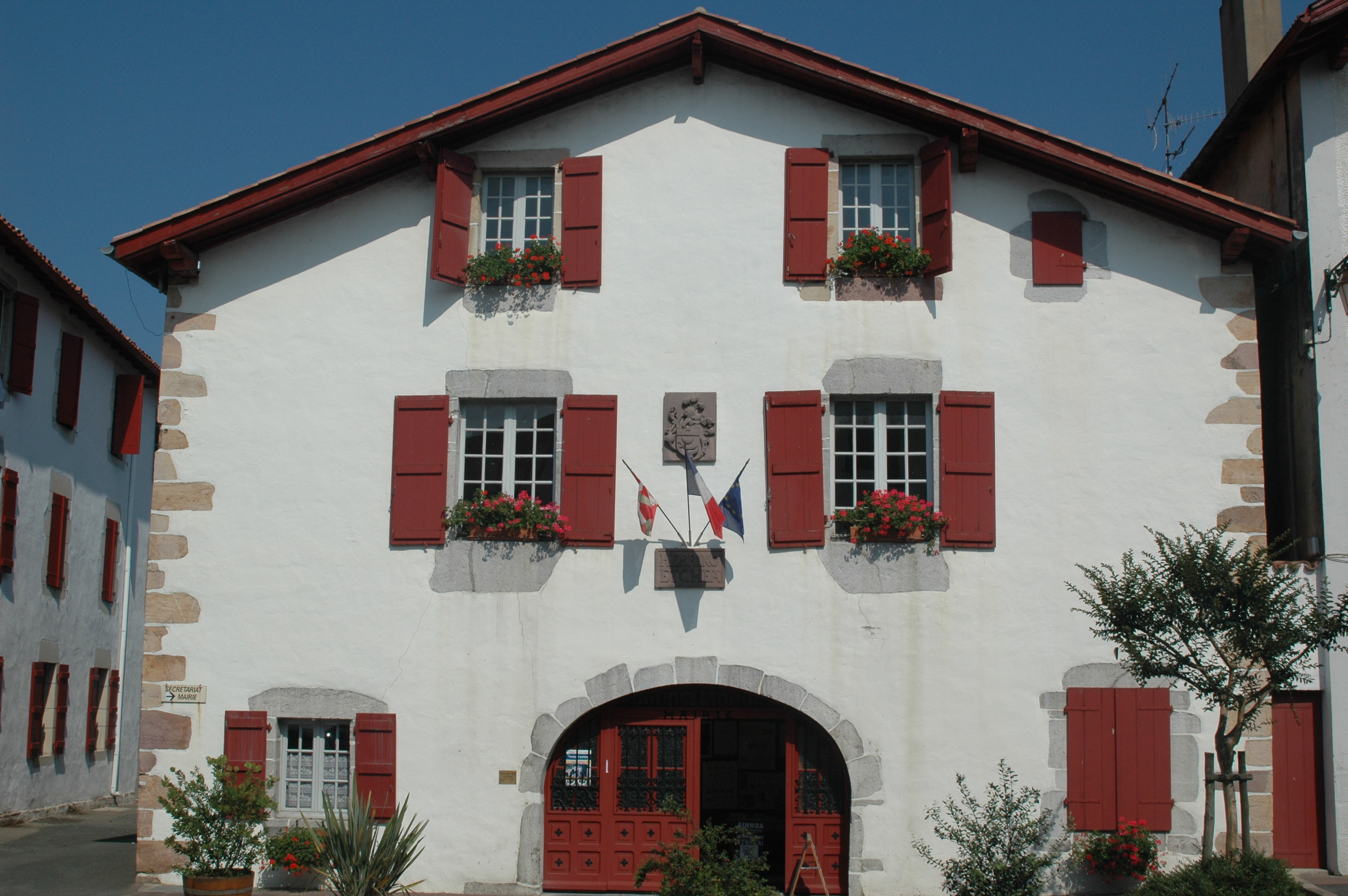
Ayuntamiento
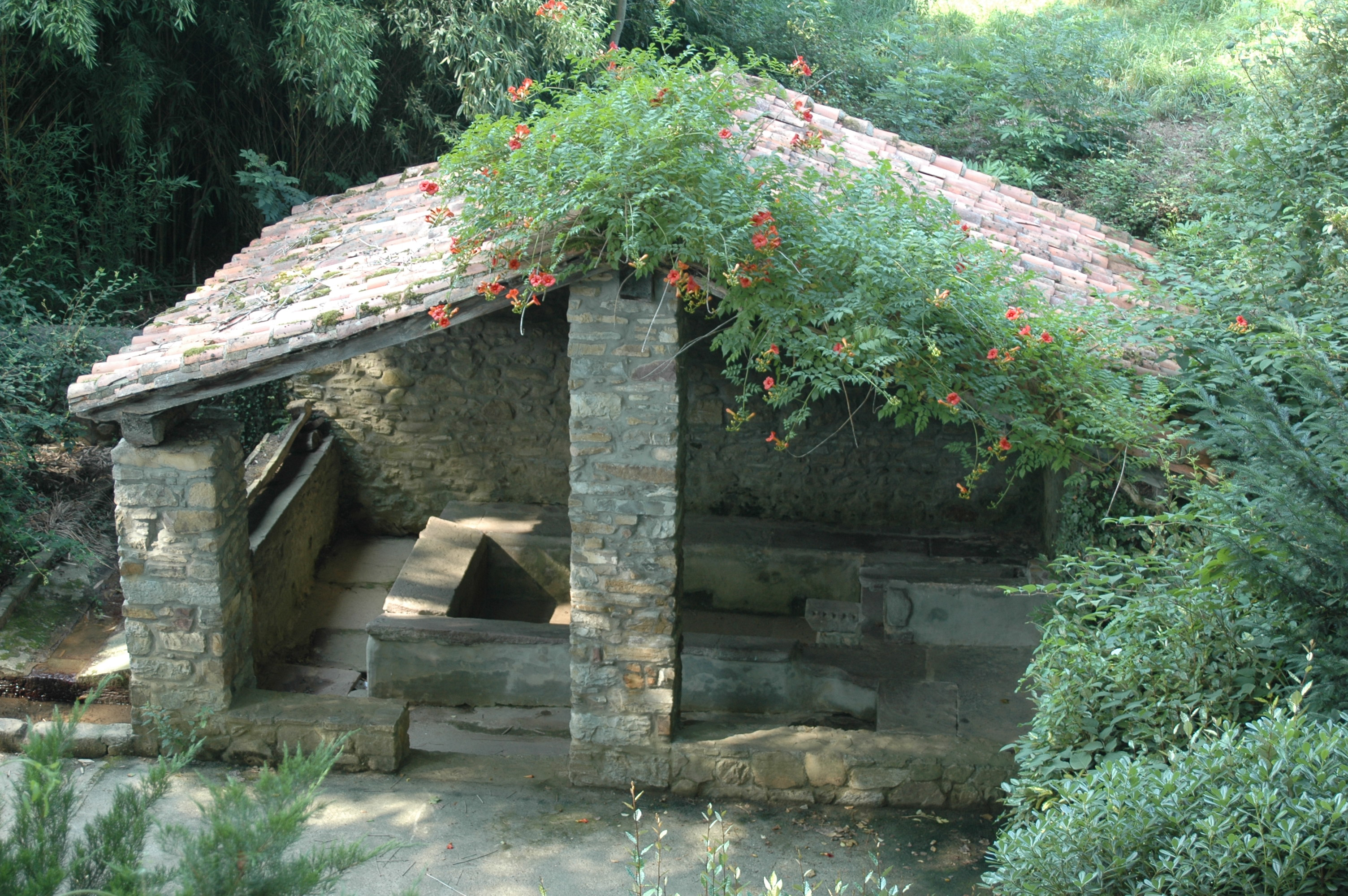
Lavadero

### Cultura popular
Fermin Muguruza utiliza el nombre del pueblo para su personaje de nombre homónimo para su libro y película Black is Beltza: Ainhoa y Black is Beltza II: Ainhoa, donde la protagonista se llama así debido a que sus padres, Manex y su pareja, durante la guerra civil española se refugiaron en el pueblo.